# Bactrocera discipennis
Bactrocera discipennis
 es una especie de díptero que Walker describió por primera vez en 1861. Bactrocera discipennis pertenece al género Bactrocera de la familia Tephritidae. 